# Senso comune
La locuzione senso comune è intesa dalla filosofia in polemica con il razionalismo, lo scetticismo e l'idealismo, come una capacità originaria dell'uomo in grado di riconoscere in modo immediato, ricorrendo all'uso della "ragione naturale", i fondamentali principi del conoscere (per es. l'esistenza di una realtà esterna), dell'agire morale (per es. il principio della libera volontà), del credere religioso (per es. l'idea di Dio).

## Senso comune e buon senso
L'espressione "senso comune" può però generare confusione se la si considera come un sinonimo di "buon senso" quando in effetti nei due comportamenti ispirati da quei principi vi è una diversa valenza:
- il "senso comune" cioè «un giudizio senz'alcuna riflessione, comunemente sentito da tutto un ordine, da tutto un popolo, da tutta una nazione o da tutto il genere umano»[2] può essere valutato positivamente se lo si intenda con il significato che ad esempio gli attribuiva Thomas Reid (1710-1796), della scuola filosofica scozzese, che opponeva allo scetticismo di David Hume «l'evidenza del senso comune».

Nelle tradizioni antiche il fatto che certe convinzioni fossero condivise da un gran numero di uomini costituiva una garanzia della loro verità. Questo atteggiamento veniva definito con la locuzione "consenso universale" o "consensus gentium" ("consenso delle genti, dei popoli") che si ritrova per la prima volta nello stoicismo come dimostrazione di verità.
- Il "senso comune" può però essere inteso con valore negativo come il risultato di un ingenuo e acritico approccio a questioni affrontate superficialmente e sbrigativamente date per risolte. In questo caso il giudizio comune si presenta spesso come falso se messo alla prova del sapere scientifico e specialistico. Questa considerazione svalutativa si ritrova nei primi filosofi greci e nella filosofia moderna.[4]

Altra cosa è invece il "buon senso" inteso come la capacità di giudicare con equilibrio e ragionevolezza una situazione, comprendendo le necessità pratiche che essa comporta. Con questo significato di uso operativo della ragione il "buon senso" sarebbe capace di resistere anche a pretese considerazioni di tipo scientifico che talora invece vengono fatte prevalere:
«Il Buonsenso, che già fu capo-scuola

      Ora in parecchie scuole è morto affatto;

      La Scienza, sua figliola,

      L'uccise, per veder com'era fatto.»
Dato che poi il "buon senso" di solito appartiene a pochi può accadere che questi si ritraggano di fronte al senso comune, ossia al giudizio di una più estesa maggioranza che la pensi diversamente e che faccia quindi prevalere una falsa opinione:

## Storia del significato dell'espressione
In filosofia la locuzione usata da Aristotele "senso comune" (κοινὴ αἴσθησις, sensazione comune) vuole indicare quella percezione che unifica i dati sensibili.
Aristotele infatti usa l'espressione riferendola ai sensibili comuni come la figura, il numero, la grandezza, ossia termini connessi a quelle caratteristiche che noi ritroviamo in ogni nostra sensazione che, per quanto diversa nei suoi contenuti, avrà sempre un oggetto reale di riferimento, come una figura o un numero. 
Di senso o sensorio comune parlano anche gli Scolastici, quali ad esempio San Tommaso d'Aquino (cfr. Commentario al De anima) intendendolo come quella facoltà dell'anima che assolve a diversi compiti:
- mettere a raffronto il contenuto dei diversi sensi (se ad esempio ciò che ho sentito corrisponde a ciò che vedo);
- unificare i contenuti sensibili in un'unica percezione (ad esempio: il colore e l'odore unificati nel gusto di un'arancia);
- riferire ogni sensazione alla coscienza del sentire (non di tutte le sensazioni noi siamo coscienti).[9]

### Il senso comune da Cicerone, Cartesio, Buffier, Hume a Thomas Reid

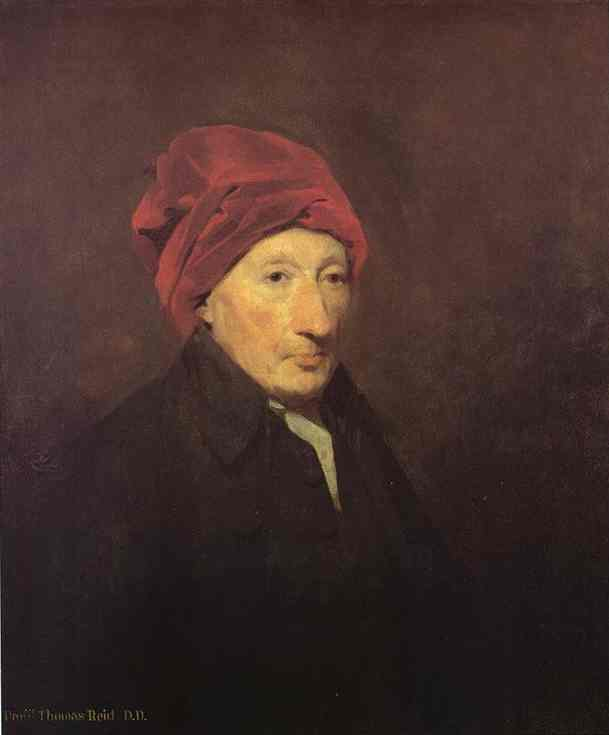
Thomas Reid

Questa attività che San Tommaso riferisce all'anima, la si ritrova nello stoicismo e, attraverso questo, nella filosofia di Cicerone che opera una sintesi eclettica dei dibattiti che si erano creati, a proposito di questo concetto, tra gli stoici e gli epicurei, arrivando a un nuovo significato del senso comune: secondo il suo pensiero il termine ha valore di consenso universale, ossia quelle concezioni ritenute vere dalla universalità degli uomini.
Vari filosofi hanno usato questo termine, attribuendogli significati non sempre coincidenti; fra essi: Locke, Moore e Gramsci, sino all'uso tecnico che Thomas Reid fa di questa espressione. Durante l'Illuminismo scozzese, Thomas Reid (1710-1796) aveva scritto una Ricerca sulla mente umana in base ai principi del senso comune, pubblicata nel 1764. L'opera era composta sulla base di appunti e idee che il filosofo di Aberdeen andava elaborando da tempo.
Thomas Reid recuperava il significato del concetto dal sensus communis di Cicerone attraverso le opere del francese Claude Buffier. Quest'ultimo aveva parlato di sens commun in polemica con il razionalismo cartesiano che aveva trattato del senso comune, riferendolo, nella parte introduttiva del Discorso sul metodo, a quella «sana ragione» che, se ben applicata, risolve i problemi dell'esistenza quotidiana.
(René Descartes Discorso sul metodo, a cura di A.Carlini, Laterza Bari 1963, pp.33)
È necessario osservare che l'utilizzo dell'espressione buon senso, per tradurre il termine inglese common sense, non è corretto. È probabile che questo errore provenga dal doppio significato della frase common sense, che per Reid è un technical term, vale a dire, una frase con un significato specifico riferito al contesto in cui viene utilizzato. Nell'accezione utilizzata da Reid, common sense non è il buon senso, ma il comune sentire, il legame sociale che permette alle persone di ragionare e di capirsi.
La filosofia commonsensista reidiana si pone quindi in opposizione alle conclusioni scettiche della filosofia di David Hume, secondo il quale la conoscenza empirica non potrà mai darci logicamente nulla di certo, essendo sostanzialmente basata sulle sensazioni contingenti. Reid infatti recupera i principi "solidi" presenti nel senso comune di tutte le persone, contro lo scetticismo radicale attribuito a David Hume.

### Il senso comune nel pensiero americano
La filosofia di Reid eserciterà immediatamente un grande influsso, a livello internazionale, sulle altre teorie filosofiche: la Francia è uno dei primi paesi ad accogliere la dottrina del senso comune, e grande diffusione si avrà pressoché immediatamente nei neonati Stati Uniti d'America, dove diventa la prima filosofia delle Università e dei ceti colti.
La filosofia del senso comune contribuirà inoltre al pragmatismo americano, e sarà recuperata da Moore nella sua polemica nei confronti di quelle tesi filosofiche, come ad esempio quelle che negavano la realtà del tempo, che siano contrarie a quei fatti che il senso comune riconosce come reali e veri.

### Il senso comune nel pensiero odierno
Nelle scienze psicologiche e filosofiche moderne, riferirsi al senso comune equivale ad accettare posizioni pregiudiziali irriflesse, ossia a prendere acriticamente per vera un'opinione o un "sapere" che hanno solo il merito di essere diffusi.
Ad esempio, l'antropologo Clifford Geertz (1926-2006) definisce il senso comune come un "sistema culturale" che «può variare drammaticamente da un popolo a un altro», spezzando così il carattere di universalità che alcuni connettono al concetto, mettendo così utilmente in crisi ogni atteggiamento etnocentrico.
Anche la tradizione sociologica è molto critica nei confronti del senso comune, giudicandolo al pari di una forma di conoscenza inferiore al sapere scientifico. Émile Durkheim (1858-1917) lo associa a delle premonizioni, mentre Pierre Bourdieu (1930-2002) lo assimila a delle «evidenze immediate e spesso illusorie».<
Epistemologi, sociologi, antropologi e storici della scienza, infatti, distinguono dal senso comune il rigore del metodo scientifico, che non si eserciterebbe se non dopo un "taglio radicale" con il senso comune vigente in un tempo e in un luogo dati, cioè con la cosiddetta rottura epistemologica.
In ogni caso, il senso comune è preso in seria considerazione, soprattutto da un punto di vista critico, dalla filosofia contemporanea di tradizione "tomistica" dei teorici Jacques Maritain e Étienne Gilson, dalla scuola ermeneutica di Hans-Georg Gadamer e Luigi Pareyson e da quella analitica di Ludwig Wittgenstein e Donald Davidson. Inoltre, il senso comune è al centro del sistema di "logica aletica" proposta da Antonio Livi, su cui questo autore ha incentrato il fondamento epistemico di ogni forma di conoscenza, basata sul metodo della "presupposizione" e sul "principio di coerenza".